# Alchemilla tenerrima
Alchemilla tenerrima är en rosväxtart som beskrevs av S. Fröhner. Alchemilla tenerrima ingår i släktet daggkåpor, och familjen rosväxter. Inga underarter finns listade i Catalogue of Life.